# 젤러스
젤러스 주식회사(Zellers Inc.)는 1931년에 창립된, 캐나다에서 큰 유통업체였다. 1978년부터 허드슨 베이 회사의 자회사다. 2013년 3월 31일에 해체되었다.

## 같이 보기
- 소매업 종말